# Mosina (công xã)
Gmina Mosina là một  Gmina đô thị-nông thôn (công xã) ở Poznań, Voivodeship Greater Ba Lan, ở phía tây trung tâm Ba Lan. Khu vực hành chính của nó là thị trấn Mosina, nằm cách khoảng 18 kilômét (11 mi) về phía nam thủ đô Poznań.
Gmina có diện tích 170,87 kilômét vuông (66,0 dặm vuông Anh), và tính đến năm 2006, tổng dân số của nó là 25.098 (trong đó dân số Mosina lên tới 12.150, và dân số của vùng nông thôn của  Gmina là 12.948).
Ngoài thị trấn Mosina, Gmina Mosina chứa các làng và các khu định cư của Babki, Baranówko, Baranowo, Bogulin, Bolesławiec, Borkowice, Czapury, Daszewice, Drużyna, Głuszyna Lesna, Jeziory, Konstantynowo, Krajkowo, Krosinko, Krosno, Kubalin, Ludwikowo, Mieczewo, Nowe Dymaczewo, Nowinki, Pecna, Radzewice, Rogalin, Rogalinek, Sasinowo, Sowiniec, Sowinki, Stare Dymaczewo, wiątniki, Wiórek và abink.

## Gmina lân cận
Gmina Mosina giáp với các Gmina Luboń, Poznań và Puszchotowo, và bởi các  Gminas của Brodnica, Czempiń, Komorniki, Kórnik và Stęszew.